# Lý Như Bá
Lý Như Bá (tiếng Trung: 李如柏; bính âm: Lǐ Rúbǎi, tiếng Triều Tiên: 리여백, 1553－1620), có tổ tiên là người Triều Tiên, vệ nhân Thiết Linh, Liêu Đông, là con trai của tướng Lý Thành Lương, Tổng binh Liêu Đông của nhà Minh. Trong trận Tát Nhĩ Hử, ông thua trận, đào thoát rồi tự sát sau đó.
Năm 1619, Minh Thần Tông lệnh cho Dương Cảo (楊鎬) suất hơn 10 nghìn quân, chia làm tứ lộ tấn công Hậu Kim, chỉ huy tứ lộ bao gồm: Tổng binh Liêu Đông Lý Như Bá, Tổng binh Sơn Hải quan Đỗ Tùng (杜松), Tổng binh Khai Nguyên Mã Lâm (馬林) và Tổng binh Liêu Dương Lưu Đĩnh (劉鋌), trong đó chủ lực là quân của Đỗ Tùng. Lưu Đĩnh kiêu dũng thiện chiến, song lại bất hòa với Dương Cảo, bị điều sang đông lộ, một bộ phận tinh nhuệ thâm nhập 300 dặm vào lãnh thổ địch.
Tứ lộ quân tấn công theo kế hoạch "phân tiến hợp kích", nhưng do Đỗ Tùng khinh địch, tại Tát nhĩ Hử (nay là Hà Nam, Đông Hồn, Phủ Thuận, Liêu Ninh) đã bị phục kích, toàn quân thua chết hết, tiếp đến Mã Lâm bại trận đào thoát về Khai Nguyên, Lưu Đĩnh cũng chết trong trận chiến, kinh lược Dương Hạo hay tin các lộ bại trận, cấp lệnh Lý Như Bá triệt binh, hoảng sợ bỏ chạy, kết thúc trận Tát Nhĩ Hử. Tướng nhà Minh chết trên ba trăm người, quân sĩ chết mất hơn 45.000 người.
Lý Như Bá chạy về Thanh Hà, bị ngôn quan luận tội, Cấp sự trung Lý Kỳ Trân thậm chí còn tranh giành. "Như Bá sợ hãi, tự sát (bị chỉ trích tư thông với Nỗ Nhĩ Cáp Xích)"